# Pismo pahlawi

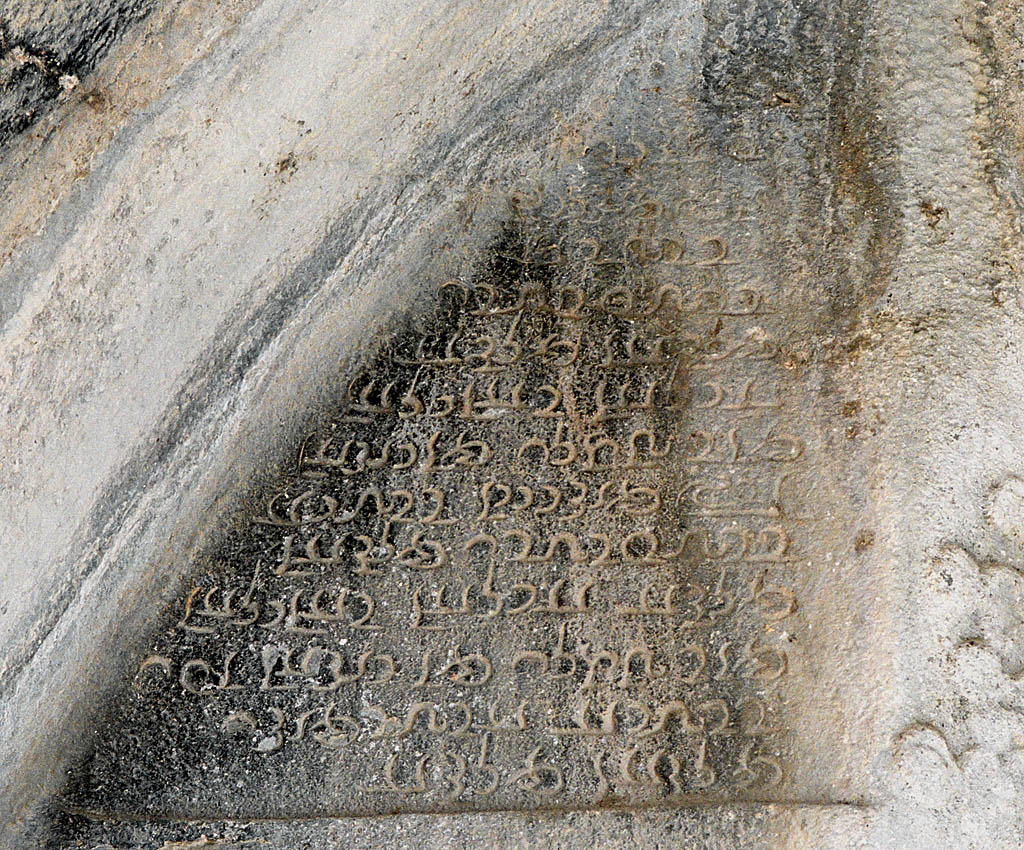
Inskrypcja pahlawi z czasów Szapura III, Taq Bostan

Pismo pahlawi – system pisma używany do zapisywania różnych odmian języka średnioperskiego w czasach panowania dynastii Sasanidów (III–VII w.). Wywodzi się z pisma aramejskiego i podobnie jak ono, zapisywane było od strony prawej do lewej. Posiadało kilka różnych wariantów. Pismo pahlawi zalicza się do tzw. abdżadów, tzn. nie jest pełnym alfabetem, gdyż samogłoski nie są zapisywane. Dodatkowa trudność polegała na tym, że język średnioperski posiadał znacznie więcej spółgłosek, niż język aramejski, wobec czego niektóre litery reprezentowały różne dźwięki. Z pisma pahlawi powstał znacznie doskonalszy system pisma, tzw. alfabet awestyjski, używany do zapisywania religijnych tekstów zoroasztryjskich, gdzie wymagana była większa precyzja zapisu, oraz kilka innych systemów pisma.